# Phước Thiền

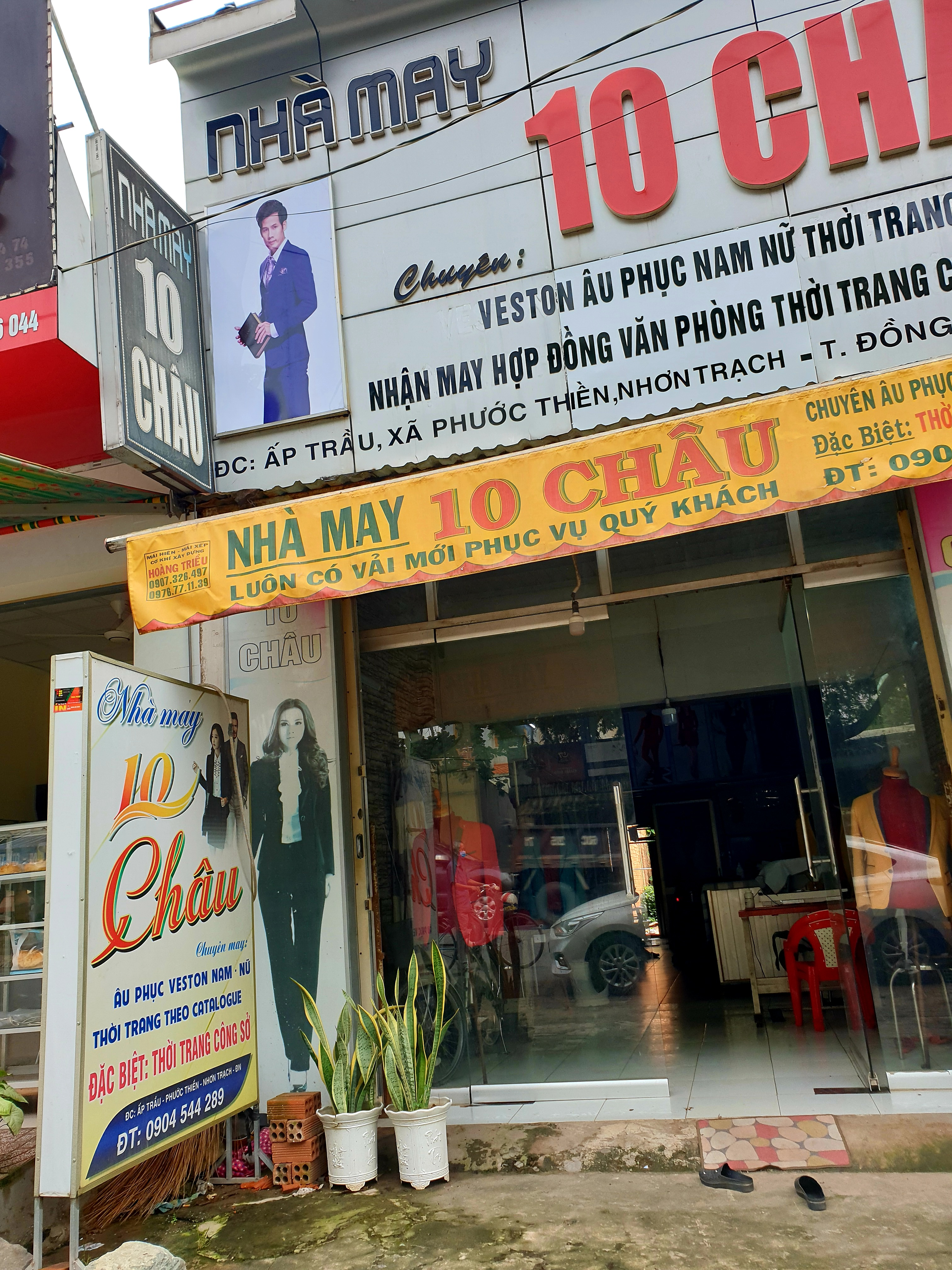
Một nhà may ở Ấp Trầu xã Phước Thiền

Phước Thiền là một xã thuộc huyện Nhơn Trạch, tỉnh Đồng Nai, Việt Nam. Xã có diện tích 16,91 km², dân số năm 1999 là 9984 người, mật độ dân số đạt 590 người/km². 

## Hành chính
Xã Phước Thiền được chia thành 4 ấp: Bến Cam, Bến Sắn, Chợ, Trầu.